# Håkan Larsson (politiker)
Karl Anders Håkan Larsson, född 13 januari 1950 i Skärstads församling i Jönköpings län, är en svensk journalist och politiker (centerpartist). Han var ordinarie riksdagsledamot 2002–2006, invald för Jämtlands läns valkrets.
Larsson bor på Rödön i Jämtland tillsammans med sin fru Maria Söderberg, tidigare kommunalråd i Krokoms kommun, även hon centerpartistisk politiker. Larsson var riksdagsledamot för Jämtlands län mellan 2002 och 2006 och förlorade sitt riksdagsmandat efter att partikollegan Per Åsling fick fler personkryss i valet 2006. Därefter har han varit ledamot i kommunfullmäktige i Krokom (2010–2018). Idag (2020) är han ledamot i fullmäktige i Region Jämtland Härjedalen.
Larsson är journalist till yrket och var tidigare chefredaktör för Politisk tidskrift, Ung Center, Hudiksvalls Tidning (c) och Östersunds-Posten (c). Larsson tillhör den EU-kritiska delen av Centerpartiet och har varit aktiv i EU-kritiska Centernätverket.
Larsson började sitt politiska engagemang inom CUF i Huskvarna Centerklubb. När han studerade vid Journalisthögskolan i Stockholm var han aktiv i centerungdomen där och senare i Centerpartiet, bland annat som ordförande för Västerleds Centeravdelning. Han var under 1980-talet bland annat förbundssekreterare i CUF och generalsekreterare i SUL (Sveriges Ungdomsorganisationers Landsråd) och då särskilt i det all-europeiska ungdomssamarbetet.
Larsson har lyft fram det gamla jämtska alltinget Jamtamot, föregångare till dagens regionfullmäktige i Jämtland Härjedalen. 

## Publikationer
- (2006, Jengel) Frihetskämpen från Tullus, En jämtländsk bonde i storpolitiken
- (2010, Pax) Annerledes-Europa (tillsammans med Kjell Dahle)
- (2015, självutgiven) Grön Politik för Det Goda Livet – från bondepolitik och agardemokrati till ekohumanism och grön liberalism ISBN 978-91-977170-2-1